# Mitrasacme prolifera
Mitrasacme prolifera är en tvåhjärtbladig växtart som beskrevs av Robert Brown. Mitrasacme prolifera ingår i släktet Mitrasacme och familjen Loganiaceae. Inga underarter finns listade i Catalogue of Life.